# Sam Hylton
Sam Hylton (* 1992 in Spokane) ist ein amerikanischer Jazzmusiker (Piano, Keyboards, Komposition).

## Leben und Wirken
Hylton hat bereits mit sieben Jahren angefangen, Musik bewusst zu hören. Durch seinen Großvater, der als Saxophonist in Swingbands tätig war, entwickelte er bereits früh ein Interesse für Jazz und musikalische Improvisation. Parallel studierte er an der University of Washington in Seattle Germanistik und bei Cuong Vu, Ted Poor und Marc Seales Jazz; seine Bachelorprüfungen schloss er mit magna cum laude ab. An der Hochschule für Musik und Theater München absolvierte er ein Masterstudium in Jazzpiano. Seit 2018 studiert er überdies Komposition bei Christian Elsässer und Gregor Hübner.
Hylton gehört seit 2016 mit Moritz Stahl, Tilman Brandl, Marco Dufner und Robin Jermer zum elektronischen Jazzquintett Ark Noir, das bei Enja die Alben Tunnel Visions (2019) und See You on the Other Side (2022) veröffentlichte. Mit Peter Tuscher und Vincent Eberle spielt er Hardbop im Hellton Septett. Weiterhin gehört er zu Gerd Baumanns Quartett Parade. Auch wirkte er in Baumanns Filmmusik für den Film Trautmann (2018) von Marcus H. Rosenmüller und auf Florian Brandls Album Dresden als Pianist mit. Überdies arbeitete er mit Billy Hart, Bill Frisell, Ben Wendel, Aaron Parks, Richie Beirach, Hannah Weiss, Ben Street, Larry Grenadier, Dave Douglas, Craig Taborn, Gerald Clayton und Jeff Hamilton. Kompositionen von ihm spielten auch das Munich Composer’s Collective, die Bayan Mongol Big Band, Claus Reichstaller & das Sirius Quartett.
Daneben ist Hylton seit 2015 als Lehrbeauftragter an der Hochschule für Musik und Theater München tätig. 2021 wurde er (neben Julia Hornung und Alma Naidu) mit dem BMW Welt Young Artist Jazz Award ausgezeichnet.